# Botev
Botev je s výškou 2376 m n. m. nejvyšším vrcholem Stare planiny, pohoří v centrálním Bulharsku, které se táhne v podobě úzkého pásu ze Srbska až na pobřeží Černého moře. Leží v regionu Plovdiv, v okrese Karlovo, téměř v geografickém středu země.

## Jméno
Do roku 1950, kdy byl přejmenován, měl turecký název Jumrukčal (Юмрукчал). Jméno Botev získal podle Christo Boteva, bulharského básníka, novináře, revolucionáře a národního hrdiny a symbolu boje za bulharskou nezávislost, který v boji proti turecké nadvládě také padl.

## Vrchol
S prominencí 1567 metrů patří mezi tzv. ultras, tedy nejvýraznější hory, s prominencí přes 1500 m. Z vrcholu je za příznivého počasí a dobré viditelnosti jedinečný výhled na severní i jižní Bulharsko.
Díky výhodné poloze v centrálním Bulharsku byl v roce 1966 zprovozněn televizní a rozhlasový vysílač, který pokrývá signálem až 2/3 země.
Průměrné vrcholové teploty (-8,9 °C v lednu a 7,9 °C v červenci) a jiné hodnoty počasí měří tamní meteorologická stanice.

## Přístup
- Od horské chaty Rai, od níž trvá výstup na vrchol po "Tarzanově chodníku" 2,5 až 3 hodiny
- Od útulny Pleven trvá výstup 3,5 až 4 hodiny
- Od chaty Taja 4,5 až 5 hodin
- Od chaty Vasil Levski 3,5 až 4 hodiny